# Sharon Wichman
Sharon Lynn Wichman (Detroit, 13 maggio 1952) è un'ex nuotatrice statunitense.

## Carriera
Specializzata nella rana può vantare nel proprio palmarès due medaglie alle Olimpiadi. Ai giochi di Città del Messico 1968, appena sedicenne, trionfa nei 200 m rana con il nuovo primato personale (2'44"4).
La seconda medaglia, di bronzo, arriva nei 100 m rana dove finisce sul terzo gradino del podio con il tempo di 1'16"1.
Dopo essersi ritirata, nel 1991, è stata inserita nella International Swimming Hall of Fame.

## Palmarès
- Giochi olimpici

Città del Messico 1968: oro nei 200 m rana e bronzo nei 100 m rana.